# Hilma ja Onni/Haiseva henki
Hilma ja Onni/Haiseva henki (a volte anche Hilima ja Onni/Haiseva henki o solo Hilma ja Onni) è il primo singolo del cantautore finlandese Jaakko Teppo, pubblicato per JP-Musiikki nel 1980, tratto dall'album di debutto Ruikonperän multakurkku.

## Cover
La canzone Hilma ja Onni è stata oggetto di cover da diversi gruppi. Da ricordare i Sössölandian kultakurkut e il gruppo symphonic metal Nightwish, la cui versione è stata inserita in un album tributo all'autore del brano.

## Tracce
Lato A
1. Hilma ja Onni

Lato B
1. Haiseva henki